# Danuta Hocheker
Danuta Hocheker (ur. 27 maja 1951) – polska brydżystka, World Life Master (WBF), European Master (EBL), Arcymistrz (PZBS), sędzia klubowy brydża sportowego, instruktorka PZBS, odznaczona brązową odznaką PZBS (2006) zawodniczka Siwik Interdate BT Mrągowo.

## Wyniki brydżowe

### Rozgrywki krajowe
Danuta Hocheker w rozgrywkach krajowych zdobywała następujące lokaty:
| Mistrzostwa Polski Par | Mistrzostwa Polski Par | Mistrzostwa Polski Par | Mistrzostwa Polski Par |
| Rok                    | Kategoria              | Partner                | Pozycja                |
| ---------------------- | ---------------------- | ---------------------- | ---------------------- |
| 2006                   | Kobiety                | Joanna Raczyńska-Neve  | 1                      |
| 1993                   | Kobiety                | Małgorzata Sawicka     | 1                      |
| 1989                   | Kobiety                | Ewa Harasimowicz       | 1                      |

| Drużynowe mistrzostwa Polski | Drużynowe mistrzostwa Polski | Drużynowe mistrzostwa Polski |
| Sezon                        | Drużyna                      | Pozycja                      |
| ---------------------------- | ---------------------------- | ---------------------------- |
| 1989/90                      | Łączność Olsztyn             | 3                            |

### Olimiady
Na olimpiadach uzyskała następujące rezultaty:
| Olimpiady brydżowe. Zawody teamów | Olimpiady brydżowe. Zawody teamów | Olimpiady brydżowe. Zawody teamów | Olimpiady brydżowe. Zawody teamów | Olimpiady brydżowe. Zawody teamów | Olimpiady brydżowe. Zawody teamów |
| Rok                               | Miejsce                           | Zawody                            | Kategoria                         | Drużyna                           | Pozycja                           |
| --------------------------------- | --------------------------------- | --------------------------------- | --------------------------------- | --------------------------------- | --------------------------------- |
| 1996                              | Rodos                             | 10 Olimpiada Teamów               | Kobiety                           | Poland                            | 9                                 |
| 1992                              | Salsomaggiore                     | 9 Olimpiada Teamów                | Kobiety                           | Poland                            | 21                                |

### Zawody światowe
W światowych zawodach zdobyła następujące lokaty:
| Mistrzostwa Świata. Konkurencja par | Mistrzostwa Świata. Konkurencja par | Mistrzostwa Świata. Konkurencja par | Mistrzostwa Świata. Konkurencja par | Mistrzostwa Świata. Konkurencja par | Mistrzostwa Świata. Konkurencja par |
| Rok                                 | Miejsce                             | Zawody                              | Kategoria                           | Partner                             | Pozycja                             |
| ----------------------------------- | ----------------------------------- | ----------------------------------- | ----------------------------------- | ----------------------------------- | ----------------------------------- |
| 2006                                | Werona                              | 12 Mistrzostwa Świata               | Miksty                              | Mirosław Cichocki                   | 21                                  |
| 2001                                | Stargard                            | 4 Mistrzostwa Świata Par Juniorów   | Juniorzy                            | Arkadiusz Włodarczyk                | 193                                 |
| 1998                                | Lille                               | 10 Mistrzostwa Świata               | Miksty                              | Apolinary Kowalski                  | 173                                 |
| 1994                                | Albuquerque                         | 9 Mistrzostwa Świata                | Miksty                              | Apolinary Kowalski                  | 1                                   |

| Mistrzostwa Świata. Konkurencja teamów | Mistrzostwa Świata. Konkurencja teamów | Mistrzostwa Świata. Konkurencja teamów | Mistrzostwa Świata. Konkurencja teamów | Mistrzostwa Świata. Konkurencja teamów | Mistrzostwa Świata. Konkurencja teamów |
| Rok                                    | Miejsce                                | Zawody                                 | Kategoria                              | Drużyna                                | Pozycja                                |
| -------------------------------------- | -------------------------------------- | -------------------------------------- | -------------------------------------- | -------------------------------------- | -------------------------------------- |
| 2006                                   | Werona                                 | 12 Mistrzostwa Świata                  | Open                                   | Mrągowia SI                            | 83                                     |
| 1996                                   | Rodos                                  | 1 Mistrzostwa Świata Teamów Mikstowych | Miksty                                 | Kowalski                               | 57                                     |

| Mistrzostwa Świata. Konkurencja indywidualna | Mistrzostwa Świata. Konkurencja indywidualna | Mistrzostwa Świata. Konkurencja indywidualna | Mistrzostwa Świata. Konkurencja indywidualna | Mistrzostwa Świata. Konkurencja indywidualna | Mistrzostwa Świata. Konkurencja indywidualna |
| Rok                                          | Miejsce                                      | Zawody                                       | Kategoria                                    | Pozycja                                      |                                              |
| -------------------------------------------- | -------------------------------------------- | -------------------------------------------- | -------------------------------------------- | -------------------------------------------- | -------------------------------------------- |
| 1996                                         | Paryż                                        | 3 Indywidualne Mistrzostwa Świata            | Kobiety                                      | 28                                           |                                              |

### Zawody europejskie
W rozgrywkach europejskich osiągnęła następujące rezultaty:
| Zawody europejskie. Konkurencja par | Zawody europejskie. Konkurencja par | Zawody europejskie. Konkurencja par | Zawody europejskie. Konkurencja par | Zawody europejskie. Konkurencja par | Zawody europejskie. Konkurencja par |
| Rok                                 | Miejsce                             | Zawody                              | Kategoria                           | Partner                             | Pozycja                             |
| ----------------------------------- | ----------------------------------- | ----------------------------------- | ----------------------------------- | ----------------------------------- | ----------------------------------- |
| 2013                                | Ostenda                             | 6. Otwarte Mistrzostwa Europy       | Miksty                              | Mirosław Cichocki                   | 27                                  |
| 2003                                | Mentona                             | 1 Otwarte Mistrzostwa Europy        | Mikst                               | Mirosław Cichocki                   | 16                                  |
| 2002                                | Ostenda                             | 7 Mistrzostwa Europy Mikstów        | Mikst                               | Mirosław Cichocki                   | 63                                  |
| 2000                                | Bellaria                            | 6 Mistrzostwa Europy Mikstów        | Mikst                               | Grzegorz Gardynik                   | 74                                  |
| 1999                                | Malta                               | 44 Mistrzostwa Europy Teamów        | Kobiety                             | Ewa Harasimowicz                    | 19                                  |
| 1999                                | Warszawa                            | 10 Mistrzostwa Europy Par           | Open                                | Ewa Harasimowicz                    | 232                                 |
| 1998                                | Akwizgran                           | 5 Mistrzostwa Europy Mikstów        | Mikst                               | Apolinary Kowalski                  | 5                                   |
| 1997                                | Montecatini                         | 6 Mistrzostwa Europy Par Kobiet     | Kobiety                             | Ewa Harasimowicz                    | 136                                 |
| 1996                                | Monte Carlo                         | 4 Mistrzostwa Europy Mikstów        | Mikst                               | Apolinary Kowalski                  | 140                                 |
| 1993                                | Mentona                             | 4 Mistrzostwa Europy Kobiet         | Kobiety                             | Małgorzata Pasternak                | 63                                  |
| 1992                                | Ostenda                             | 2 Mistrzostwa Europy Mikstów        | Mikst                               | Maurycy Rustecki                    | 22                                  |
| 1990                                | Bordeaux                            | 1 Mistrzostwa Europy Mikstów        | Mikst                               | Tomasz Przybora                     | 142                                 |

| Zawody europejskie. Konkurencja teamów | Zawody europejskie. Konkurencja teamów | Zawody europejskie. Konkurencja teamów | Zawody europejskie. Konkurencja teamów | Zawody europejskie. Konkurencja teamów | Zawody europejskie. Konkurencja teamów |
| Rok                                    | Miejsce                                | Zawody                                 | Kategoria                              | Drużyna                                | Pozycja                                |
| -------------------------------------- | -------------------------------------- | -------------------------------------- | -------------------------------------- | -------------------------------------- | -------------------------------------- |
| 2013                                   | Ostenda                                | 6. Otwarte Mistrzostwa Europy          | Miksty                                 | Hauge                                  | 5                                      |
| 2003                                   | Mentona                                | 1 Otwarte Mistrzostwa Europy           | Miksty                                 | Banaszkiewicz                          | 96                                     |
| 2002                                   | Ostenda                                | 7 Mistrzostwa Europy Mikstów           | Miksty                                 | Hocheker                               | 24                                     |
| 2000                                   | Bellaria                               | 6 Mistrzostwa Europy Mikstów           | Miksty                                 | Zakrzewski                             | 55                                     |
| 1999                                   | Malta                                  | 44 Mistrzostwa Europy Teamów           | Kobiety                                | Poland                                 | 7                                      |
| 1998                                   | Akwizgran                              | 5 Mistrzostwa Europy Mikstów           | Miksty                                 | Kowalski                               | 46                                     |
| 1997                                   | Montecatini                            | 43 Mistrzostwa Europy Teamów           | Kobiety                                | Poland                                 | 8                                      |
| 1995                                   | Vilamoura                              | 42 Mistrzostwa Europy Teamów           | Kobiety                                | Poland                                 | 6                                      |
| 1992                                   | Ostenda                                | 2 Mistrzostwa Europy Mikstów           | Miksty                                 | Hocheker                               | 26                                     |
| 1990                                   | Bordeaux                               | 1 Mistrzostwa Europy Mikstów           | Miksty                                 | Harasimowicz                           | 48                                     |

## Klasyfikacje brydżowe
- Danuta Hocheker – klasyfikacja PZBS
- Danuta Hocheker – klasyfikacja EBL (ang.)
- Danuta Hocheker – klasyfikacja EBL (ang.)
- Danuta Hocheker – klasyfikacja EBL (ang.)
- Danuta Hocheker – klasyfikacja EBL (ang.)
- Danuta Hocheker – klasyfikacja WBF (ang.)
- Danuta Hocheker – klasyfikacja WBF (ang.)
- Danuta Hocheker – klasyfikacja WBF (ang.)
- Danuta Hocheker – klasyfikacja WBF (ang.)